# Linguloglandulina
Linguloglandulina es un género de foraminífero bentónico de estatus incierto, aunque considerado un sinónimo posterior de Gonatosphaera de la subfamilia Lingulininae, de la familia Nodosariidae, de la superfamilia Nodosarioidea, del suborden Lagenina y del orden Lagenida. Su especie-tipo era Linguloglandulina laevigata. Su rango cronoestratigráfico abarcaba el Holoceno.

## Clasificación
Linguloglandulina incluía a las siguientes especies:
- Linguloglandulina laevigata